# 羽状奔蛛
羽状奔蛛（学名：Berlandina plumalis）为平腹蛛科奔蛛属的动物。在中国大陆，分布于内蒙古等地。